# Tanaka Hiroaki
Hiroaki Tanaka (sinh ngày 17 tháng 4 năm 1979) là một cầu thủ bóng đá người Nhật Bản.

## Sự nghiệp câu lạc bộ
Hiroaki Tanaka đã từng chơi cho Verdy Kawasaki.